# 寺町 (上越市)
寺町（てらまち）は、新潟県上越市の地名。現行行政町名は寺町一丁目から寺町三丁目。寺院が集中して配置された地域であり、えちごトキめき鉄道高田駅の西側にあたる。

## 寺院
- 高田別院
- 久昌寺

住所：上越市寺町2-22-7

山号：益葉山

宗旨：曹洞宗

創建年：慶長3年(1598年)

開基：日山乾恵

- 神宮寺
- 天崇寺
- 華園寺

住所：上越市寺町2-13-9

山号：長嶺山

宗旨：

創建年：不詳

開基：不詳

- 称念寺
- 密蔵院
- 浄法寺
- 国巖寺
- 常敬寺
- 浄蓮寺
- 善導寺
- 浄正寺
- 正光寺
- 正念寺
- 浄興寺
- 西光寺

住所：上越市寺町2-6-10

山号：春峰山

宗派：真宗浄興寺派

創建年：文禄年間

開基：法珍

- 玄興寺

住所：上越市寺町2-16-10

山号：

宗派：真宗浄興寺派

創建年：慶長年間

開基：浄円

- 浄泉寺
- 光樹寺
- 常栄寺

住所：上越市寺町2-4-16

山号：青龍山

宗派：真宗大谷派

創建年：永享10年(1438年)

開基：道念

- 宝蔵寺
- 善福寺
- 勝見寺
- 専称寺
- 来迎寺
- 宗恩寺
- 長徳寺
- 光栄寺

住所：上越市寺町3-4-42

山号：

宗旨：曹洞宗

創建年：文亀年間

開基：快叟良慶

- 海隣寺

住所：上越市寺町3-4-39

山号：日峰山
宗旨：曹洞宗

創建年：天正2年(1574年)

開基：大桃

- 長遠寺

住所：上越市寺町3-2-3

山号：法光山

宗旨：日蓮宗

創建年：永仁2年(1294年)

開基：日印

- 日朝寺
- 善行寺
- 念妙寺
- 常徳寺
- 性宗寺
- 円光寺

住所：上越市寺町3-1-11

山号：福嶋山

創建年：慶長10年(1605年)

開基：乗願(菅原善六)

- 樹徳寺

住所：上越市寺町

山号：塩谷山

宗派：真宗大谷派

創建年：万治3年(1660年)

開基：宗順

- 常顕寺
- 本誓寺
- 本浄寺
- 了源寺
- 円福寺

住所：上越市寺町3-6-37

山号：新井山

宗派：真言宗大谷派

創建年：不詳

開基：不詳

- 長楽寺
- 妙国寺
- 大巖寺
- 高安寺

住所：上越市寺町3-9-39

山号：海潮山

宗旨：

創建年：文明12年(1480年)

開基：華庭籌栄

- 威徳院

住所：上越市寺町3-9-34

山号：蓮華山

宗派：真言宗豊山派

- 光学寺

住所：上越市寺町

山号：春日山

宗旨：

創建年：天保2年(1645年)

開基：道哲

- 威徳院
- 光國寺

住所：上越市寺町

山号：西金山

宗派：浄土真宗本願寺派

創建年：享徳2年(1453年)

開基：堯順

- 安伝寺

住所：上越市寺町3-12-31

宗派：真言宗大谷派

創建年：天正12年(1584年)

開基：准如

- 長命寺
- 太岩寺
- 浄林寺
- 真宗寺
- 法林寺
- 願念寺

住所：上越市寺町3-13-16

山号：府中山

宗派：浄土真宗本願寺派

創建年：建武元年(1334年)

開基：智源

- 最尊寺

住所：上越市寺町

山号：飯塚山

宗派：真宗大谷派

創建年：元亀元年(1570年)

開基：法眼

- 浄国寺
- 常国寺
- 願重寺

住所：上越市寺町3-16-27

山号：高見山
宗派：浄土真宗本願寺派

創建年：永禄年間

開基：了得

- 祐正寺
- 天林寺